# Летукс
Летукс (ісп. Letux) — муніципалітет в Іспанії, у складі автономної спільноти Арагон, у провінції Сарагоса. Населення — 425 осіб (2010).
Муніципалітет розташований на відстані близько 260 км на схід від Мадрида, 44 км на південь від Сарагоси.

## Демографія
Динаміка населення (INE ):